# ارتش آزادیبخش خلق ترکیه
ارتش آزادیبخش خلق ترکیه (به ترکی: Türkiye Halk Kurtuluş Ordusu، به طور کوتاه: THKO)، جنبشی زیرزمینی و مسلح با گرایش چپ رادیکال در ترکیه بود. این جریان در دههٔ ۱۹۷۰ در دانشگاه فنی خاورمیانه در آنکارا توسط حسین اینان، یوسف اصلان، سنان جمگیل، دنیز گزمیش، تایلان اوزگور و جهان آلپتکین تأسیس شد.